# Доусон, Кэрол
Кэ́рол До́усон (англ. Carol Dawson) — шотландская кёрлингистка.
В составе женской команды Шотландии участница чемпионата мира 1989 (заняли седьмое место). Чемпионка Шотландии среди женщин.
Играла на позиции первого.

## Достижения
- Чемпионат Шотландии по кёрлингу среди женщин: золото (1989).

## Команды
| Сезон   | Четвёртый       | Третий         | Второй      | Первый       | Запасной | Турниры                      |
| ------- | --------------- | -------------- | ----------- | ------------ | -------- | ---------------------------- |
| 1988—89 | Кристин Эллисон | Маргарет Скотт | Кимми Браун | Carol Dawson |          | ЧШЖ 1989 · ЧМ 1989 (7 место) |

(скипы выделены полужирным шрифтом)